# Leeds Kirkgate Market
El Mercado Kirkgate de Leeds (pronunciado /ˈkɜrɡət/) es un mercado en Leeds, Yorkshire del Oeste, Inglaterra situado en Vicar Lane. Es el mercado cubierto más grande de Europa. Actualmente posee unos 800 puestos que atraen más de 100,000 visitantes por semana

## Ubicación

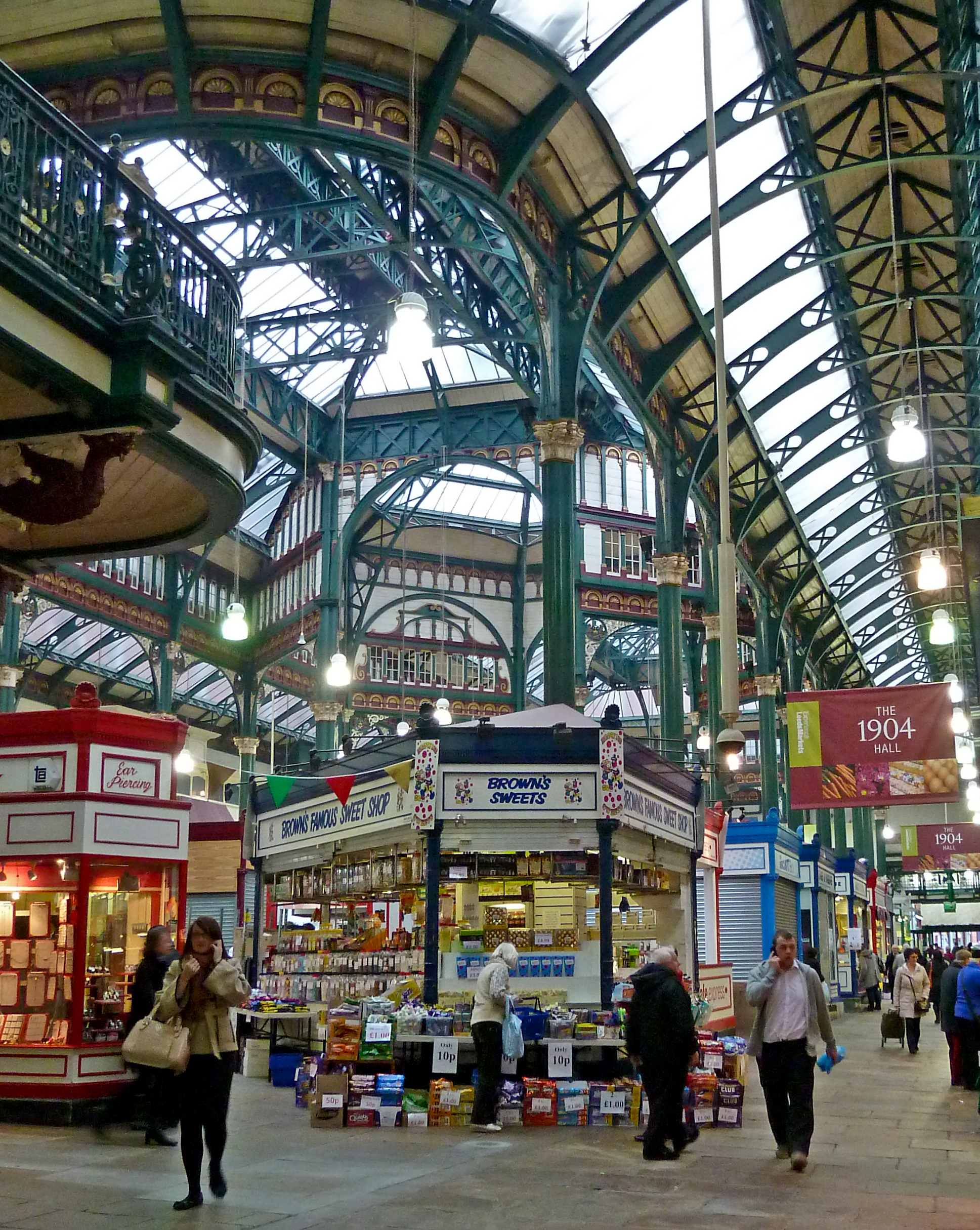
La sala 1904

La fachada principal del mercado se encuentra en Vicar Lane y la fachada sur en Kirkgate. Al este se encuentra la estación de autobús de Leeds, mientras que al norte se encuentra un aparcamiento al aire libre, que pasaría a formar parte del futuro Eastgate Quarters, en caso de que aquel proyecto cristalice. Al sur del mercado abierto se encuentra el aparcamiento en altura operado por la National Car Parks (NCP). Cruzando Vicar Lane, el mercado está conectado con la calle comercial peatonal Briggate a través de la galería comercial acristalada Victoria.

### Acceso
Autobuses locales y regionales que salen del centro de ciudad, así como líneas nacionales de larga distancia, hacen parada en la estación de autobús de la Ciudad de Leeds , detrás del complejo comercial. Las principales líneas de autobús de Leeds paran en varios puntos dentro del intercambiador de autobuses del que Vicar Lane forma parte .La línea de Corn-Exchange está situada en las inmediaciones. El LeedsCityBus conecta el mercado con la estación de la ciudad..

## Historia

### Orígenes
El mercado abrió en 1822 como mercado al aire, y entre 1850 y 1875 se cubrieron las primeras secciones del mercado tras desplazarse este desde su anterior emplazamiento de Briggate. La sala central del mercado, construida paralelamente a la calle Duncan, estaba rodeado por tres de sus lados por carnicerías y pescaderías principalmente. Dentro de la sala, se erigieron puestos para la venta de fruta, verduras, y productos lácteos, siendo el balcón reservado para la mercancía elegante. El mercado del sur, limitando con las calles Hunslet y Meadow Lane, era utilizado por carniceros, tiendas de bienes variados, puestos abiertos, nueve mataderos y dieciocho casas.
El proyecto para un mercado en Kirkgate fue revelado por vez primera por el comisionado del burgo, a imagen del Crystal Palace de Joseph Paxton en elLondres Hyde Park de Londres. El desarrollo comenzó en el actual emplazamiento en 1857. Posteriormente, en 1875, se adquirieron más tierras al sur y al este para la ampliación del mercado.
La bolsa de cereales (Corn Exchange) y los primeros y tercer White Clothe Hall estaban todos en las inmediaciones, creando un área mercantil en el centro de la ciudad. El tercer White Clothe Hall se mudó a Queen Street en 1865, acabando con esta área concentrada de comercio.

### Expansión temprana
En 1894, se creó el ala de pescaderías - una fila de pescaderías en una zona refrigerada del mercado. Entre 1891 y 1895, una cúpula de cristal tratado se añadió a la sala de mercado. Un mercado especializado en carnes y un matadero fueron desarrollados en 1899. El coste de estas tres ampliaciones ascendió a algo más de £25,000.

### Marks & Spencer

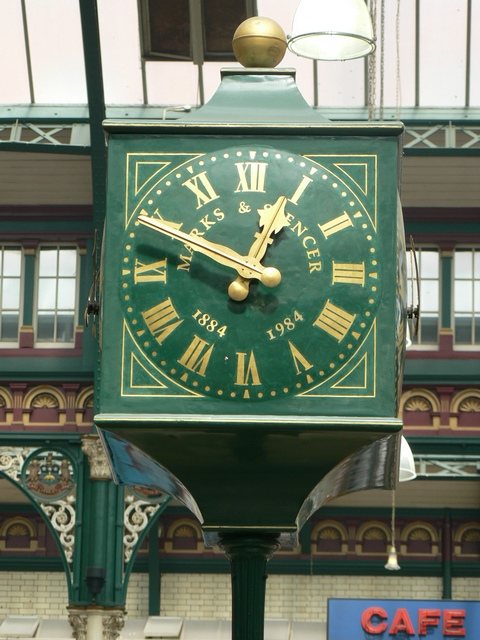
El Reloj del Centenario, realizando la conexión Marks y Spencer.

En 1894, el mercado Kirkgate conoció la fundación de Marks & Spencer que abrió en el mercado de Leeds como bazar de baratijas. La herencia Marks & Spencer está marcada por el Reloj del Mercado de la sala 1904 que porta el nombre de los grandes almacenes. Este reloj estuvo inaugurado en 1984 para celebrar el centenario de Marks & Spencer. En 2012 Marks & Spencer regresaron al mercado Kirkgate , abriendo un puesto junto al reloj de centenario.
En 1904, Marks & Spencer reubicaron su sucursal de Leeds en el entonces recién inaugurado Cross Arcade (ahora parte de la galería comercial Victoria).
En 2009, más de 60,000 reliquias históricas relacionadas con Marks & Spencer fueron trasladadas desde Londres a la Galería de Centenario en el Edificio Parkinson en la Universidad de Leeds.

### Un nuevo pabellón ornamentado

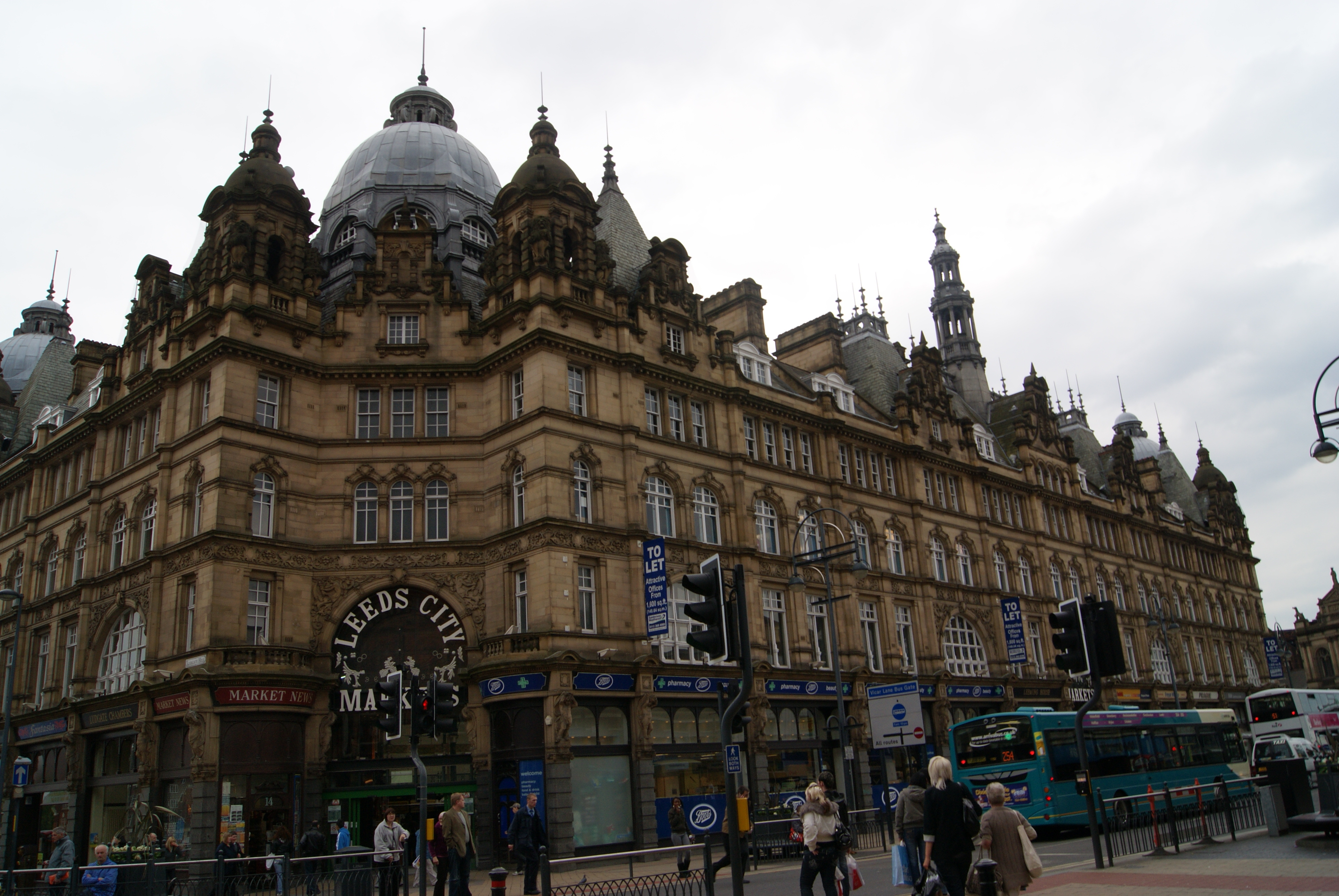
La sala ornamentada 1904.

En 1893, Leeds alcanzó el estatus de ciudad, lo que suscitó un creciente deseo entre los miembros del ayuntamiento por construir edificios civiles acordes con ese estatus. El área alrededor del mercado estaba formada por mataderos y barrios marginales, haciéndole parecer insalubre. Se lanzó un concurso de diseño para encontrar un arquitecto diseñara una suntuosa nueva sala para el mercado. Se fijó para el ganador un premio de £150 que (tras alegaciones de corrupción en el concurso) fue otorgado a Joseph y John Leeming de Londres. A pesar de los dimes y diretes acerca del premio, los planes siguieron adelante y la empresa presupuestó £80,000 para construir la sala nueva.   J Bagshaw e Hijos de Batley fueron designados como ingenieros del proyecto.
Se generó aún más controversia cuando, en mayo de 1901, muchos comerciantes dentro del mercado fueran avisados con tan solo una semana de antelación para que vaciaran sus puestos con el objeto de permitir el comienzo de las obras. Los comerciantes exigieron una indemnización por las pérdidas que les fueron acaecidas.
La nueva sala fue abierta en 1904, habiendo costado £116,700, un poco más del presupuesto original de £80,000. Una ceremonia en julio de aquel año, presidida por G. W. Balfour, miembro del parlamento británico por Leeds Central y Presidente de la cámara de Comercio, marcó la inauguración de la nueva sala.

### Segunda Guerra Mundial
A pesar de la Segunda Guerra Mundial, que trajo problemas como el reclutamiento militar obligatorio y los bombardeos (a pesar de que estos últimos rara vez acaecieron en Leeds) los mercados continuaron a funcionar aunque de manera reducida.Se construyeron refugios antiaéreros para los comerciantes en el mercado y se establecieron unas Precauciones ante bombardeos (Air-Raid Precautions) el servicio estaba operado por más de 100 voluntarios del mercado. El Ministerio de Alimentación operó oficinas en el mercado para establecer el racionamiento.  El 14 de marzo de 1941 el mercado sufrió daños en un bombardeo sobre Leeds. El daño fue limitado y el mercado siguió con su tarea.

### Desarrollo de posguerra
Después de la guerra, el Comité de Mercados propuso una inyección de £55 000 para el mercado. Se proporcionaron nuevos almacenes así como un mercado al aire libre y un aparcamiento. Se construyeron veinte nuevas carnicerías, las tiendas más antiguas fueron remozadas y varios edificios más antiguos fueron derribados.

### Años 50 y 60. Desarrollo y apertura de infraestructuras competitivas.
En 1956 se llegó a la conclusión de que mejorar las tiendas para adaptarlas a las normas modernas de higiene no resultaba práctico, de modo que se construyeron tiendas nuevas, creando el ala de los carniceros y el ala de la pesca y la caza.
En la década de los cincuenta, el mercado contaba con más de 400 vendedores y más de 100.000 compradores acudían al complejo cada sábado. Para aliviar el problema, el concejo compró terrenos en Pontefract lane, en Cross Green, que acogerían un nuevo mercado mayorista. Este mismo mercado fue clausurado en el 2009 debido a sospechas de que se vendía en él mercancía falsificada.

Con la apertura del Merrion Centre en la década de los sesenta, más pequeño que el Kirkgate, este tuvo que competir con aquel. En los últimos años, Merrion se encuentra en proceso de declive, mientras que Kirkgate Markets ha recuperado su puesto de liderazgo en el centro de Leeds.

### Incendio de 1975
El 13 de diciembre de 1975 se declaró un incendio en el mercado. Nunca se determinó su causa, aunque se ha especulado sobre varias causas, incluyendo un fallo eléctrico o un radiador de parafina sobrecalentado.
Todos los intentos por parte de los bomberos para sofocar el fuego fueron infructuosos. Para el momento en que los más de cien bomberos habían conseguido extinguir las llamas, la mayor parte del techo se había derrumbado. La sala ornamentada de 1904 quedó prácticamente incólume ante el fuego, así como una pequeña parte de la sala de 1875. Sin embargo se estimaron unas pérdidas de más de £7 en las otras salas. Aquellos vendedores que habían perdido sus puestos fueron reubicados en otros puntos del centro de la ciudad, hasta que se construyeron nuevas salas en substitución de las destruidas. Después de tan solo tres días de cierre, las partes indemnes del mercado procedieron a su reapertura. 

### Reconstrucción 1976-81

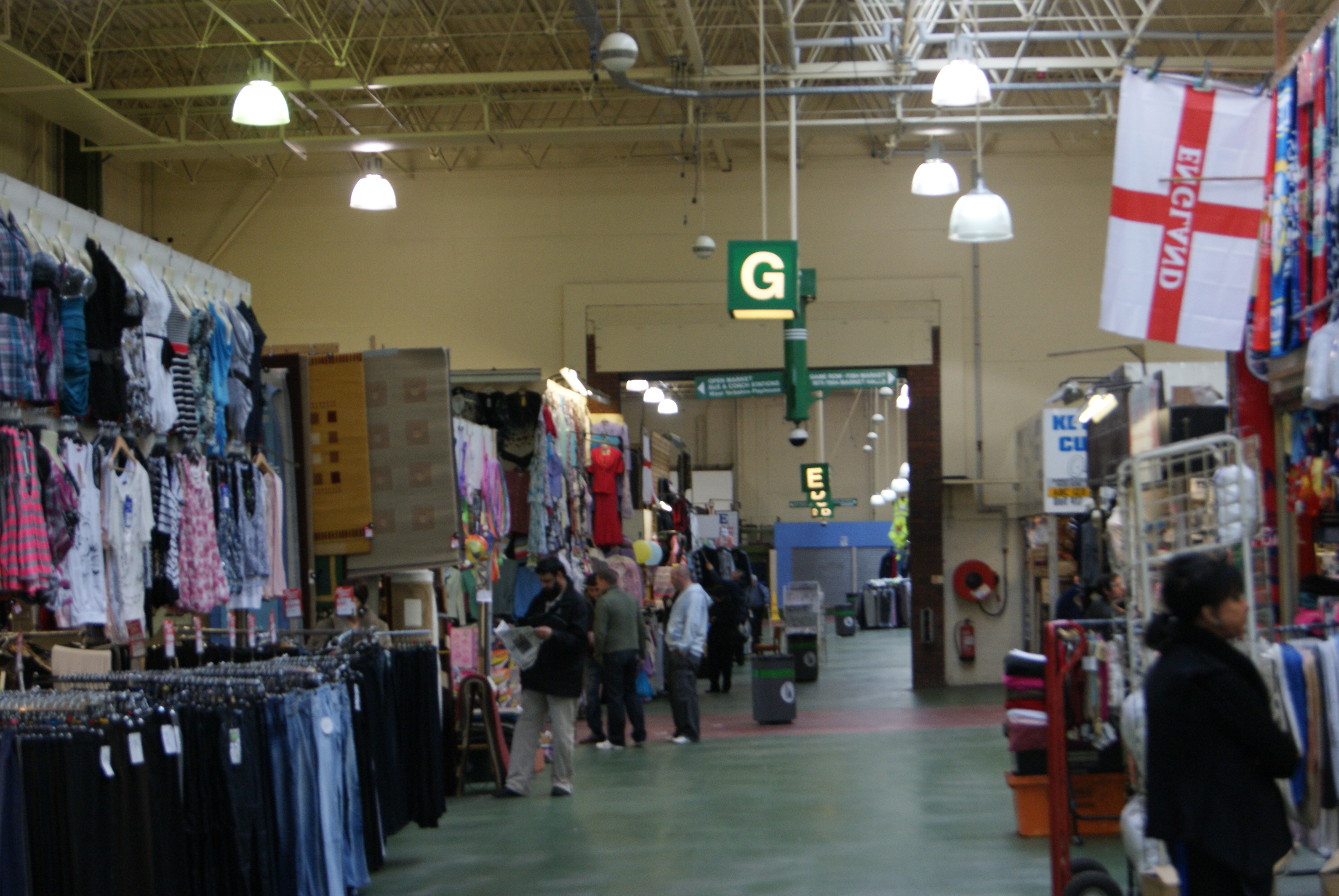
Vista de la sala 1981 a través de la sala 1976.

Tras la destrucción de la mayor parte del mercado en el incendio de 1975, importantes trabajos de reconstrucción tuvieron que ponerse en marcha para poder reacomodar a los comerciantes desplazados. Poco tiempo después del incendio, en 1976, el primer edificio fue abierto en la esquina Nordeste del complejo.Contrariamente al salón ornamentado de 1904 o el edificio de piedra de 1875 (del cual no quedó gran cosa), la sala de 1975 era una sala abierta de gran tamaño, construida con hojas de acero y con cubierta de estructura reticular. En 1981 abrió el segundo salón , construido exactamente en el mismo estilo que el primero en la esquina nordeste del mercado. Ambos aparentan unidad desde el exterior, aunque estén interiormente separados por un muro divisorio.

### propuestas de nuevo desarrollo de 1986
En 1986 el ayuntamiento de la ciudad de Leeds realizó una proposición en la que estaban involucrados promotores holandeses MAB(UK) y la Norwich Unioin como máximos inversores. El proyecto incluía conservar los edificios de 1875 y 1904, substituyendo el resto por un único mercado, nuevas tiendas, una nueva estación de autobuses y un aparcamiento de varias plantas. El proyecto resultó impopular entre la población local y acarreó la oposición de la asociación de comerciantes de mercado y de la asociación cívica de Leeds. Pese a estos reveses, el ayuntamiento otorgó la licencia al proyecto, impulsando por varios medios. Finalmente, el proyecto quedó rechazado en 1990, tras la oposición de la secretaría de Estado para el medio ambiente

### 1991 Rehabilitación
Following this refurbishment Kirkgate Market was upgraded from a Grade II to a Grade I listed building.[8]
Tras el rechazo a las propuestas de 1986, se buscó una nueva solución. El ayuntamiento de Leeds, de nuevo contando con la Norwich Union como promotora, propuso una rehabilitación más modesta, que fue rápidamente aprobada. Las obras se iniciaron en 1991. Se restauraron las fachadas exteriores de piedra, el hierro fue reparado y se construyeron nuevas tiendas. Se restituyeron los ornatos de hierro en las entradas de acuerdo a los modelos originales. Las plantas superiores, antaño infra-utilizadas, se rehabilitaron para albergar modernas oficinas. En pabellón de 1904 fue restaurado en línea con su estilo original, construyéndose nuevos puestos de acuerdo a ese estilo. Se mejoraron los servicios existentes, modernizándolos con nuevas instalaciones eléctricas y de agua, y aportando instalaciones nuevas antiincendios y de seguridad. El drenaje y la ventilación del edificio también fueron mejorados.
La rehabilitación hubo de ser retomada en 1992 tras declararse un incendio en una de las cúpulas de la calle Vicar Lane en el extremo del pabellón de 1904, resultando en la necesidad de la reconstrucción de dicha cúpula.

### Remozado de 1995

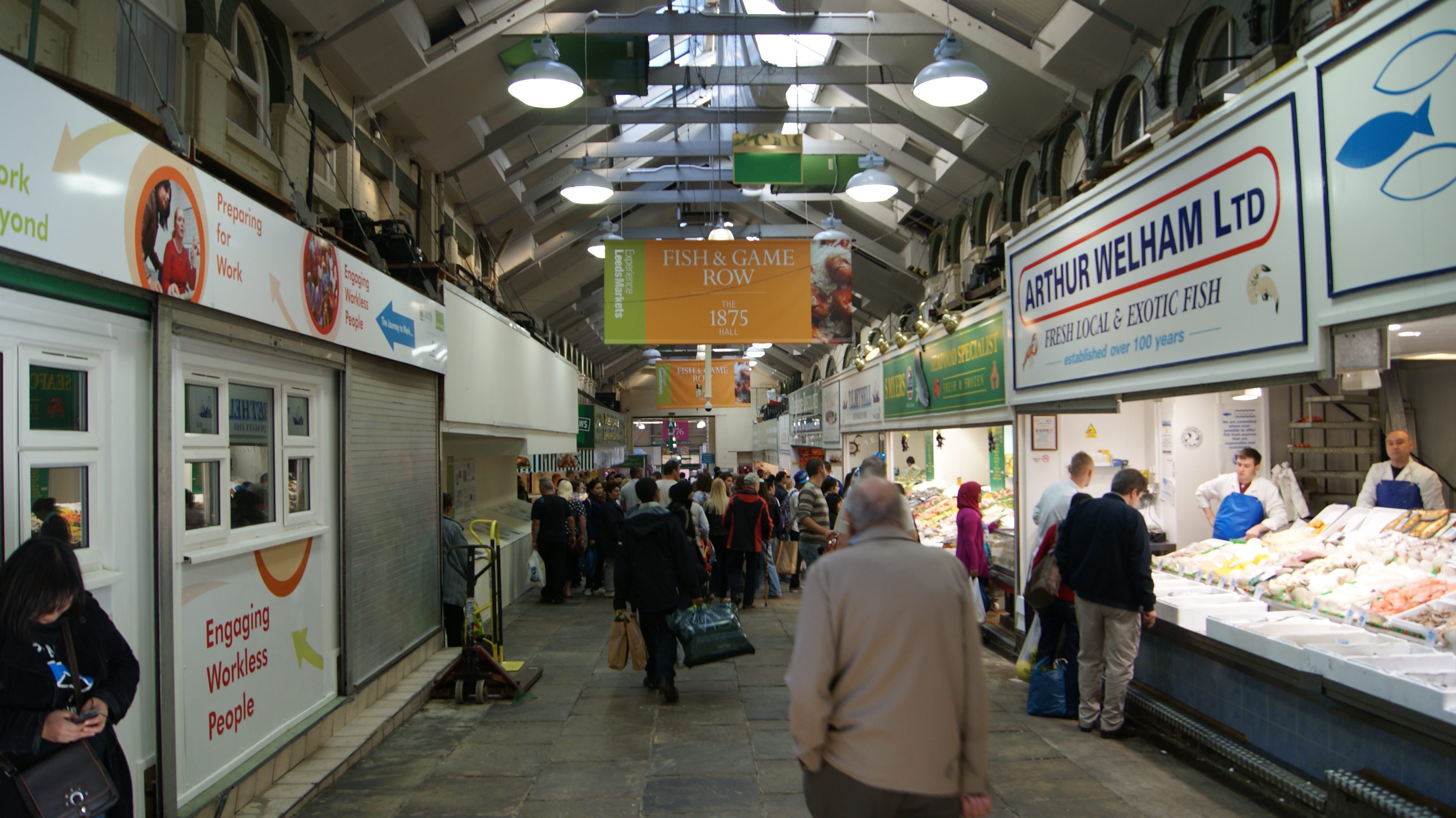
El ala de pesca y caza fue remozada hacia 1995.

El mal estado originado por el incendio en el pabellón de 1875 se hizo aún más patente en la década de los 90. Hacia 1995 se iniciaron los trabajos de restauración tanto del hierro como de la piedra, manteniéndose el estilo Victoriano original.

### desarrollos de 1996
En 1996 se rehabilitó el mercado al aire libre con la creación de nuevos puestos, así como de una plaza central. Alrededor de estas mismas fechas se creó una estación de autobuses en su extremo este y un aparcamiento en altura al sur del mercado al aire libre.

### Eastgate Quarters y propuestas de 2010 para el desarrollo futuro
El ayuntamiento de Leeds ha venido proponiendo la reducción de tamaño del mercado Kirkgate para que sea complementario del nuevo centro comercial propuesto Eastgate Quarters, que será construido en las inmediaciones del mercado. Las propuestas de reducción se han topado con la oposición de los comerciantes. Más aún, en marzo de 2010 se fundó un nuevo grupo, Amigos del Mercado Kirkgate de Leeds, entre cuyos objetivos se encuentra defender al mercado y promocionarlo. En los últimos años, este grupo ha organizado una petición, muchas iniciativas y encuentros públicos en favor del mercado.

## Edificios
La fachada existente data de 1904. El fuego destruyó las salas traseras en diciembre de 1975, y éstas fueron reconstruidas poco después, otorgándoles un aire más moderno, con planta abierta, aunque sin el carácter que poseía el edificio de 1904. En la parte trasera existe un mercado al aire libre. Atrapado entre el edificio de 1904 y las salas más modernas, se encuentra el edificio más antiguo, que data de 1875 y que contiene tanto el ala de carnicería como el ala de pesca y caza. El edificio de 1875 no es una sala abierta, como los demás, pero actúa a modo de galería comercial, comunicando el edificio de 1904 con los más modernos de 1976 y 1981.

### Sala de 1875

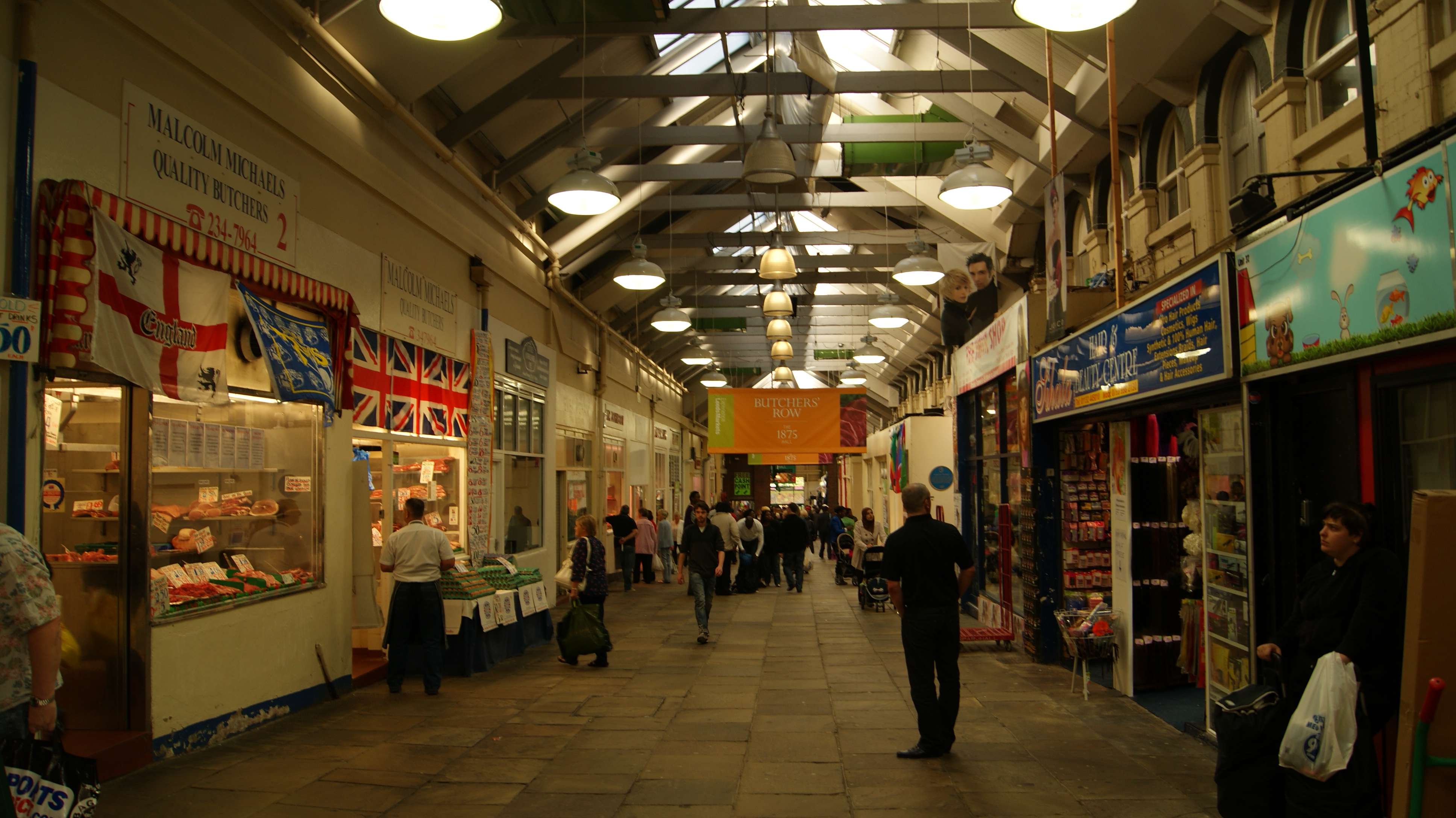
Ala de los carniceros, Sala 1875

El edificio de 1875 se encuentra entre la sala de 1904 y las posteriores de 1976 y 1981. Al norte de este edificio se encuentra el área de carnicería, que conduce al edificio de 1976. Al sur, se encuentra el área de caza y pesca, que conduce al edificio de 1981, entre ambos, se encuentran varios puestos a los que puede tenerse acceso desde la parte trasera del edificio de 1904. Al edificio de 1875 solo puede accederse desde alguno de los otros cuatro, al no poseer entradas directas desde la calle. Las únicas partes del edificio de 1875 que pueden percibirse desde el exterior son las cubiertas. Antes del incendio de 1975, el edificio era mucho más amplio, produciéndose el derrumbe de la mayor parte de este, lo que explica la sensación de discontinuidad que el edificio produce hoy en día.

### Sala de 1904

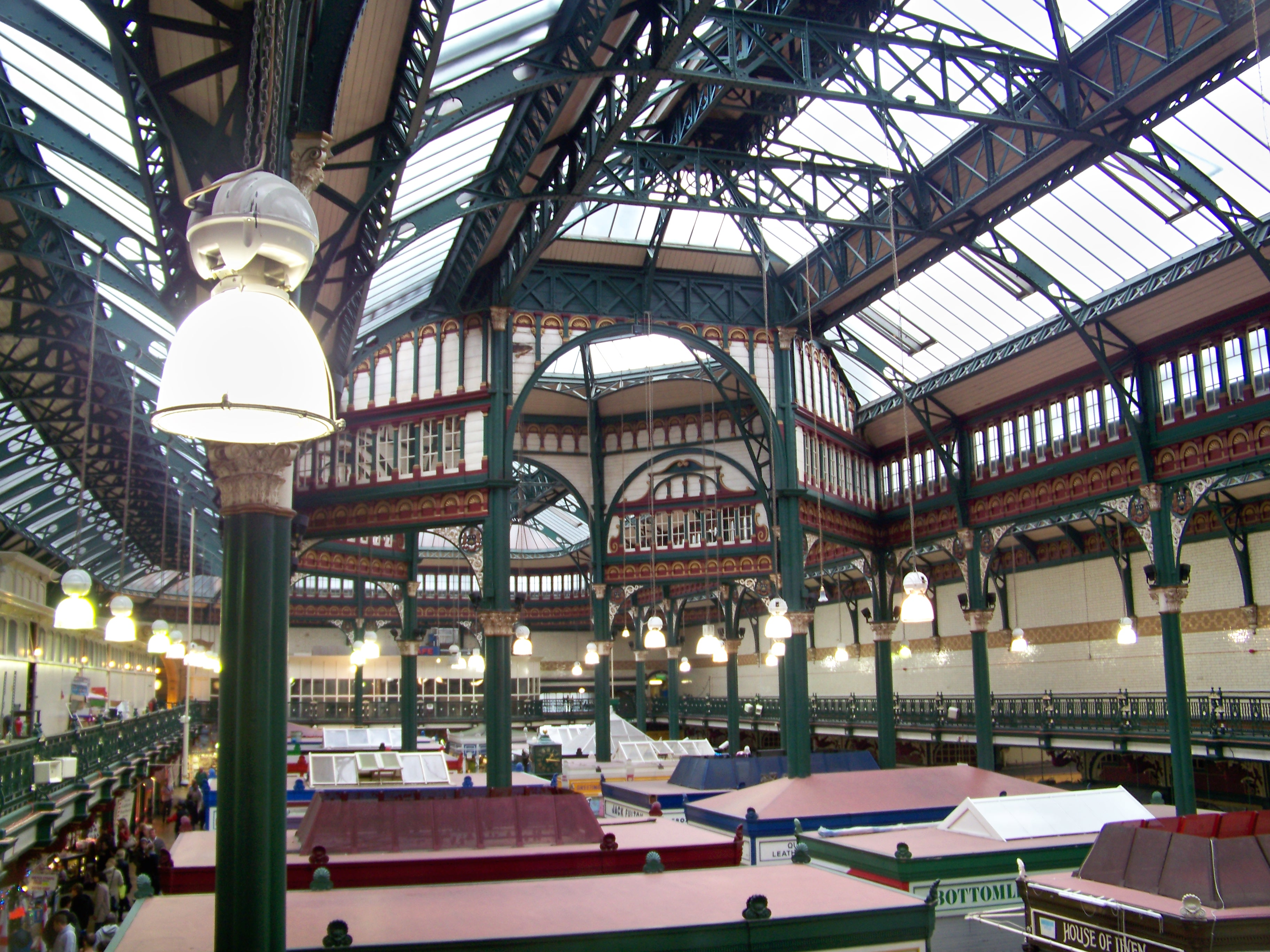
La Sala 1904 vista del balcón perimetral.

La sala de 1904 es la más ornamentada de todas y está situada en la parte frontal del complejo. Posee un techo de cristal y se halla rodeada por un balcón , que recorre todo el perímetro del edificio. Tanto techo como balcones se apoyan sobre pilares de hierro colado. El exterior está profusamente decorado.

### Sala de 1976
La sala de 1976 se haya conectada con los demás edificios a través de la galería de los carniceros. Vino a reemplazar las anteriores construcciones que quedaron destruidas por el incendio de 1975. Se trata de una amplia sala de un único espacio, construida con acero laminado y cubierta con estructura de acero reticulado. A diferencia de las salas anteriores, no posee pilares intermedios. Vista desde el exterior, es indistinguible del pabellón de 1981, aunque ambos están separados mediante un tabique intermedio. Existen varios tipos de puesto en esta sala. En febrero de 2015 se cerró esta sala para su rehabilitación, que está previsto concluya en noviembre de 2015, muchos comerciantes se han desplazado temporalmente a otros emplazamientos.

### Sala de 1981
La sala de 1985 está emplazada en la esquina sudeste del complejo y es casi idéntica a la de 1975, de la que se encuentra separada por un tabique. Al igual que la sala de 1975, está ocupada por una amplia variedad de puestos.

### Mercado al aire libre

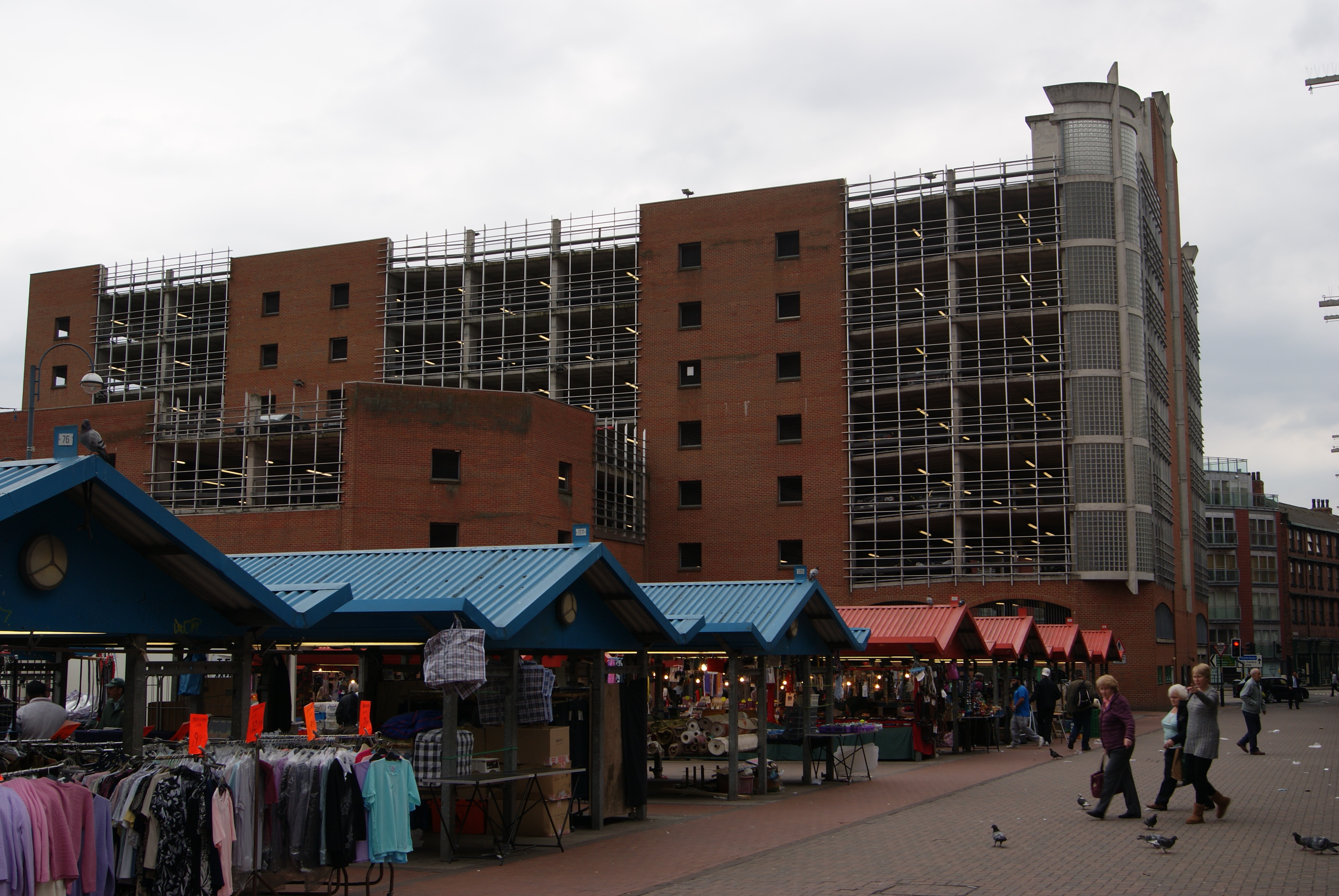
El Mercado Abierto con el aparcamiento en altura al fondo.

El mercado al aire libre es accesible a través de los pabellones de 1976 y 1981. Contiene tres áreas de puestos, cada una caracterizada por un color de techo diferente (azul, rojo y amarillo) y una hilera de puestos con techo de color verde al fondo. El mercado al aire libre está rodeado por vallas que se pueden cerrar con llave. Existe gran variedad de tipos de puesto, Hacia el fondo el mercado se haya ocupado por fruterías y verdulerías mayormente, aunque existen en las otras áreas puestos de electrodomésticos, ordenadores o ropa.